# Crocidura flavescens
Crocidura flavescens là một loài động vật có vú trong họ Chuột chù, bộ Soricomorpha. Loài này được I. Geoffroy mô tả năm 1827. Chúng được tìm thấy ở Lesotho, Mozambique, Nam Phi, và Swaziland.